# Морто-Кулибёф (кантон)
Морто-Кулибёф (фр. Morteaux-Couliboeuf) — коммуна во Франции, ранее упраздненный кантон, находился в регионе Нижняя Нормандия. Департамент кантона — Кальвадос. Входил в состав округа Кан. Население кантона на 2006 год составляло 4619 человек.
Код INSEE кантона 1425. Всего в кантон Морто-Кулибёф входило 20 коммун, из них главной коммуной являлась Морто-Кулибёф.

## Коммуны кантона
- Бару-ан-Ож — население 84 чел.
- Боме — население 187 чел.
- Берньер-д’Айи — население 245 чел.
- Курси (Кальвадос) — население 150 чел.
- Кроси — население 288 чел.
- Эпане — население 414 чел.
- Эрн — население 295 чел.
- Фурш — население 158 чел.
- Жор — население 271 чел.
- Ле-Маре-ла-Шапель — население 78 чел.
- Ле-Мутье-ан-Ож — население 122 чел.
- Луваньи — население 70 чел.
- Морто-Кулибёф — население 507 чел.
- Норре-ан-Ож — население 96 чел.
- Оландон — население 182 чел.
- Перьер — население 252 чел.
- Сасси — население 189 чел.
- Вандёвр — население 736 чел.
- Вик — население 52 чел.
- Винья — население 243 чел.